# Ульянова, Инна Ивановна
И́нна Ива́новна Улья́нова (30 июня 1934, Горловка — 9 июня 2005, Москва) — советская и российская актриса театра и кино, исполнительница комических и характерных ролей. Заслуженная артистка РСФСР (1989). Лауреат Государственной премии России (1999).

## Биография
Инна Ульянова родилась 30 июня 1934 года в московской семье Ивана Александровича Ульянова (1906—1991), заместителя министра угольной промышленности СССР, и Анны Николаевны Ульяновой-Кочерженко (1911—2007). В 1957 году окончила Театральное училище имени Щукина.
С 1957 по 1963 год служила в Ленинградском государственном театре комедии, с 1964 года — в Московском театре драмы и комедии на Таганке, с 1993 года — в театре «Содружество актёров Таганки». Играла также в театре Василия Ливанова «Детектив», у Александра Яцко, антрепризах Михаила Козакова и Сергея Арцибашева.
Ульянова снималась в кино с 1956 года, впервые появившись на экране в массовке «Карнавальной ночи». Один из лучших эпизодов, сыгранных ею в 1970-х, — образ дамы подшофе с лисой в многосерийном телефильме «Семнадцать мгновений весны». В 1982 году Ульянова сыграла свою звёздную роль Маргариты Павловны в телефильме «Покровские ворота» Михаила Козакова.
Инна Ульянова была замужем за Борисом Голдаевым (1966—1968).
В середине 1990-х стала «рекламным лицом» чистящего порошка Comet. На телевидении вела программы «Дело хозяйское» и «На здоровье!»
7 июня 2005 года была госпитализирована в тяжёлом состоянии.

Могила актрисы Инны Ивановны Ульяновой на Ваганьковском кладбище в Москве

Актриса скончалась не дожив 3 недели до своего 71-летия 9 июня 2005 года от злокачественной опухоли в отделении реанимации городской клинической больницы № 51 г. Москвы. Инна Ульянова похоронена на Ваганьковском кладбище (Васильевская аллея, 10 участок) в Москве. В июне 2008 года на могиле Инны Ульяновой был установлен памятник.

## Роли в театре
- 1959 — «Пёстрые рассказы» по А. П. Чехову — Надежда Петровна
- 1959 — «Трёхминутный разговор» В. Левидовой — Катя
- 1967 — «Пугачёв» С. Есенина — Екатерина

## Фильмография

### Фильмы
1. 1956 — Карнавальная ночь — гостья в зелёном платье (в титрах не указана)
2. 1969 — Цветы запоздалые — Калерия Ивановна
3. 1970 — В Москве проездом… — официантка в ресторане
4. 1970 — Переступи порог — мама Терещенко
5. 1972 — Чудак из пятого «Б» — Марья Николаевна, учительница пения (в титрах — Н. Ульянова)
6. 1973 — Семнадцать мгновений весны — женщина в ресторане «Горные лыжники» (Берн)
7. 1976 — Раба любви — актриса с букетом роз
8. 1976 — Огненное детство — дама с собачкой
9. 1978 — Бархатный сезон — миссис Гринье, жена Жоржа (в титрах — Н. Ульянова)
10. 1978 — Иванцов, Петров, Сидоров — Роза, соседка Петровых
11. 1978 — Когда я стану великаном — Эльвира Павловна, член родительского комитета школы
12. 1980 — К кому залетел певчий кенар — тётя Тоня, мать Володи
13. 1981 — Опасный возраст — Алла
14. 1982 — Покровские ворота — Маргарита Павловна Хоботова, переводчица с латиноамериканских языков
15. 1984 — Продлись, продлись, очарованье… — Фаина, подруга Анны Константиновны, администратор в Центральном доме литераторов
16. 1985 — В поисках выхода — Зинаида Степановна (в новелле «Реквием по филею»)
17. 1985 — Не ходите, девки, замуж — дама с причёсками, охотящаяся за потенциальными женихами
18. 1985 — Осторожно, Василёк! — Елена Михайловна, воспитательница
19. 1985 — Салон красоты — эпизод
20. 1985 — Сезон чудес — Ульянова, подруга матери Вадима
21. 1987 — Где находится нофелет? — Клара Семёновна, начальница Павла
22. 1989 — Биндюжник и Король — Мокеевна
23. 1989 — В городе Сочи тёмные ночи — Маруся, обманутая «клиентка» Степаныча (нет в титрах)
24. 1989 — Как шутят в Одессе (короткометражка) — Маня
25. 1990 — Наша дача — Элла Андреевна, дочь Андрея Ивановича
26. 1991 — Когда опаздывают в ЗАГС… — Тамара Михайловна, мать Тимофея
27. 1992 — Наш американский Боря
28. 1992 — Воспитание жестокости у женщин и собак — хозяйка щенков
29. 1994 — Мсье Робина — Генриетта
30. 1994 — Утомлённые солнцем — Ольга Николаевна, мать Маруси
31. 1995 — Ехай! — Завьяленко, диспетчер
32. 2002 — Вовочка — бабушка Вовочки
33. 2002 — Сыщик с плохим характером
34. 2002 — Леди на день — Миссури Мартин, хозяйка борделя
35. 2004 — Тартарен из Тараскона — Эмма, экономка Тартарена

### Телесериалы
1. 2003 — Русские амазонки 2 — Ирина Марковна
2. 2003 — Даша Васильева. Любительница частного сыска — Элеонора Яковлевна

### Телеспектакли
1. 1972 — Записки Пиквикского клуба — Рэйчел Уордль
2. 1973 — Фредерик Моро (телеспектакль) — госпожа Дамбрёз
3. 1974 — Обратная связь (телеспектакль)
4. 1982 — Джентльмены из Конгресса — Бусси, член комиссии по ассигнованиям конгресса США
5. 1997 — Женитьба (телеспектакль) — Фёкла Ивановна

### Киножурнал «Фитиль»
- 1980 — Выпуск № 218 (новелла «Придирчивый заказчик») — приёмщица
- 1984 — Выпуск № 262 (новелла «Без свидетелей») — покупательница
- 1985 — Выпуск № 275 (новелла «Искатели счастья») — начальница отдела кадров
- 1986 — Выпуск № 283 (новелла «С лёгким паром») — ответственная
- 1989 — Выпуск № 321 (новелла «Не на тех напали») — бухгалтерша
- 1992 — Выпуск № 356 (новелла «Новый сервис»)

### Киножурнал «Ералаш»
- 1979 — Выпуск № 22 (сюжет «Прощай, Вася!»)[3] — член родительского комитета
- 1981 — Выпуск № 27 (сюжет «Пролетая над родной школой»)[4] — Мария Степановна, учительница литературы
- 1983 — Выпуск № 40 (сюжет «Чудеса в решете»)[5] — учительница
- 1994 — Выпуск № 104 (сюжет «Жил-был художник один…»)[6] — Ольга Ивановна, учительница рисования

### Прочее
1. 1968 — Кабачок «13 стульев» — пани Крапидловская
2. 1987 — Игра в детектив. Выпуск 1 — мадам Оссейн[7]
3. 1987 — Десять дней, которые потрясли мир (фильм)

### Документальные фильмы
- 2005 — Инезилья
- 2007 — Слабости сильной женщины
- 2009 — Человек в кадре
- 2014 — Под маской счастливой женщины
- 2018 — Инна Ульянова. В любви я Эйнштейн
- 2021 — Инна Ульянова. Последний день